# Шахтиева дрипавка
Шахтиевата дрипавка (Crepis schachtii Babc.) е многогодишно тревисто растение от семейство Сложноцветни (Asteraceae). То е български ендемит и е вписано в Червената книга на България и в Закона за биологичното разнообразие като критично застрашен вид.
Видът е първоначално описан през 1934 година от американския генетик Ърнест Браун Бабкок и е наречен на германския ботаник от XIX век Херман Шахт.

## Описание
Шахтиевата дрипавка е многогодишно тревисто растение. Стъблата му са единични, с височина до 10 cm. Листата са в розетка, дълги 9 cm, широки 2 cm, обратно ланцетни, неравномерно плитко наделени или грубоназъбени, жлезистовлакнести. Кошничките са единични, с дължина 12 – 14 mm и широчина 6 mm. Обвивните листчета са линейно-ланцетни, заострени. Плодосемките са дълги 7,5 mm, широки 0,75 mm, сиво-кафяви, удълженостесняващи се към върха, с 18 – 20 надлъжни ребра.
Шахтиевата дрипавка цъфти през юни – юли и плодоноси през юли – август. Тя е опрашващо се от насекоми растение, което се размножава със семена, които се разнасят от вятъра, и вегетативно (ниско ефективно). Възобновяването е бавно.

## Разпространение
Шахтиевата дрипавка вирее само в България, в планината Славянка. Среща се в иглолистния и субалпийския пояс, над 1600 m н.в. Обитава варовити скалисти местообитания и каменисти и тревисти съобщества над горната граница на гората. Стриктен калцифил.

## Застрашеност
Отрицателно действащите върху шахтиевата дрипавка фактори са неизвестни. Находищата ѝ се намират в незасегнати от човешката дейност места. Допуска се, че ограничаващо влияние върху вида оказват ниският капацитет за възпроизводство и ограниченият ареал.

## Опазване
За да бъде опазена, шахтиевата дрипавка е обявена за защитен вид съгласно Закона за биологичното разнообразие. Видът се среща в границите на резерват „Алиботуш“, находищата попадат в защитена зона от Европейската екологична мрежа „Натура 2000“ в България. Вписана е в Червената книга на България.
Необходимо е детайлно проучване на хорологията на вида, биологията и екологията му, числеността и площта на неговите популации; провеждане на дългосрочен мониторинг за разкриване на тенденциите при този вид, както и събиране на семенен материал за Националната семенна генна банка в град Садово.